# Two Buttes
Two Buttes és una població dels Estats Units a l'estat de Colorado. Segons el cens del 2000 tenia 67 habitants.

## Demografia
Segons el cens del 2000, Two Buttes tenia 67 habitants, 34 habitatges, i 19 famílies. La densitat de població era de 103,5 habitants per km².
Dels 34 habitatges en un 17,6% hi vivien nens de menys de 18 anys, en un 50% hi vivien parelles casades, en un 8,8% dones solteres, i en un 41,2% no eren unitats familiars. En el 41,2% dels habitatges hi vivien persones soles el 14,7% de les quals corresponia a persones de 65 anys o més que vivien soles. El nombre mitjà de persones vivint en cada habitatge era d'1,97 i el nombre mitjà de persones que vivien en cada família era de 2,6.
Per edats la població es repartia de la següent manera: un 17,9% tenia menys de 18 anys, un 4,5% entre 18 i 24, un 16,4% entre 25 i 44, un 44,8% de 45 a 60 i un 16,4% 65 anys o més.
L'edat mediana era de 47 anys. Per cada 100 dones de 18 o més anys hi havia 103,7 homes.
La renda mediana per habitatge era de 25.000 $ i la renda mediana per família de 33.750 $. Els homes tenien una renda mediana de 26.875 $ mentre que les dones 38.125 $. La renda per capita de la població era de 16.856 $. Entorn del 5,6% de les famílies i el 18,6% de la població estaven per davall del llindar de pobresa.

## Poblacions més properes
El següent diagrama mostra les poblacions més properes.